# NGC 4976
NGC 4976 est une galaxie elliptique située dans la constellation du Centaure. Sa vitesse par rapport au fond diffus cosmologique est de 1 696 ± 29 km/s, ce qui correspond à une distance de Hubble de 25,0 ± 1,8 Mpc (∼81,5 millions d'al). NGC 4976 a été découverte par l'astronome britannique John Herschel en 1835.
À ce jour, neuf dizaine de mesures non basées sur le décalage vers le rouge (redshift) donnent une distance de 12,178 ± 5,360 Mpc (∼39,7 millions d'al), ce qui est à l'extérieur des valeurs de la distance de Hubble. Puisque cette galaxie est relativement rapprochée du Groupe local, cette distance est peut-être plus près de sa distance réelle que la distance de Hubble. Notons que c'est avec la valeur moyenne des mesures indépendantes, lorsqu'elles existent, que la base de données NASA/IPAC calcule le diamètre d'une galaxie.

## Groupe de NGC 4976
Selon A.M. Garcia, NGC 4976 est la principale galaxie d'un groupe qui porte son nom. Le groupe de NGC 4976 compte au moins six galaxies. Les cinq autres galaxies du groupe sont NGC 4945A, ESO 119-21, ESO 119-22, ESO 119-27 et ESO 119-39.